# Série 281 a 286 da CP
A Série 281 a 286, igualmente identificada como Série 280, foi um tipo de locomotiva a tracção a vapor, utilizada pela Companhia dos Caminhos de Ferro Portugueses.

## História
Esta série foi fornecida pela casa alemã Henschel & Sohn à divisão do Sul e Sueste da operadora Caminhos de Ferro do Estado, em 1910. Foram as primeiras locomotivas em Portugal equipadas de origem com vapor sobreaquecido.
A n.º 282 desta série encontra-se parquada numa via de resguardo na estação de Gaia desde a década de 1990 em estado de progressiva degradação, junta com cinco outras locomotivas a vapor de outras séries.

## Descrição
Era formada por seis locomotivas a vapor com tender, numeradas de 281 a 286. Possuíam dois cilindros mistos de expansão simples, com o motor interior, o que lhes dava uma aparência britânica, apesar de terem uma origem alemã.

## Ficha técnica

### Características gerais
- Número de unidades construídas: 6 (281 a 286)[1]
- Ano de entrada ao serviço: 1910[1]
- Tipo de serviço: Via[1]
- Tipo de tracção: Vapor[1]
- Fabricante: Henschel & Sohn[1]